# 1954 a sportban
1954 főbb sporteseményei a következők voltak:
- március 16. – május 13. – sakkvilágbajnoki döntő Moszkvában Mihail Botvinnik és Vaszilij Szmiszlov között, amelyen Botvinnik megvédi világbajnoki címét.
- július 24–26. kajak-kenu világbajnokság, Mâcon
- augusztus 28. – Rozsnyói Sándor akadályfutásban nyolc perc 49,6 másodperdes idővel aranyérmet nyer a berni atlétikai Európa-bajknokságon. Ezzel ő a versenyszám első hivatalos világcsúcstartója.
- Öttusa-világbajnokság, Budapest
- Juan Manuel Fangio második elsősége az autóversenyzés királykategóriájában, a Formula–1-ben.
- Az 5. labdarúgó világbajnokság Svájcban. A favorit magyar válogatott meglepő vereséget szenved a döntőben az NSZK csapatától. 
  - A döntő: NSZK-Magyarország 3-2 (2-2)
  - Július 4., Bern, Wankdorf stadion, 64 000 néző
  - Bíró: Ling (angol)
  - NSZK: Turek-Posipal, Liebrich, Kohlmeyer-Eckel, Mai-Rahn, Morlock, O.Walter, F.Walter, Shäfer
  - Szövetségi kapitány: Sepp Herberger
  - Magyarország: Grosics Gyula, Buzánszky Jenő, Lóránt Gyula, Lantos Mihály, Bozsik József, Zakariás József, Czibor Zoltán, Kocsis Sándor, Hidegkuti Nándor, Puskás Ferenc, Tóth Mihály
  - Szövetségi kapitány: Sebes Gusztáv.
  - Gólszerzők: Puskás (6.), Czibor (8.), illetve Rahn (18., 84.), Morlock (11.)

## Születések
- ? – Sasváriné Paulik Ilona, paralimpiai bajnok, világbajnoki ezüstérmes, Európa-bajnok magyar para-asztaliteniszező († 1999)
- január 2. – Milovan Rajevac, jugoszláv válogatott labdarúgó, edző
- január 5. – Stieber József, magyar labdarúgó, edző
- január 9. – Kakas László, magyar válogatott labdarúgó, kapus, edző
- január 13. – Philippe Bergeroo, Európa-bajnok francia labdarúgó, kapus, edző
- január 15.
  - Tárak Dzíáb, tunéziai válogatott labdarúgó
  - Mohszen Labidí, tunéziai válogatott labdarúgó
- január 25. – Paul Lim, szingapúri dartsjátékos
- január 27. – Sztéliosz Papaflorátosz, görög válogatott labdarúgókapus
- február 13. – Don Hay, kanadai jégkorongozó, U18-as, U20-as és Memorial-kupa-győztes edző
- február 15. – Vindisch Kálmán, magyar válogatott vízilabdázó († 2018)
- február 23. – Gerendás György, olimpiai és Európa-bajnok magyar vízilabdázó
- március 1. – Roland Eriksson, világbajnoki ezüst- és bronzérmes svéd válogatott jégkorongozó
- március 3. – Jaroslav Netolička, olimpiai bajnok csehszlovák válogatott cseh labdarúgókapus
- március 6. – Murray Fleck, kanadai jégkorongozó
- március 8. – Juris Bērziņš, olimpiai ezüstérmes szovjet-lett evezős
- március 9.
  - Kemál Seblí, tunéziai válogatott labdarúgó
  - Jim Stewart, skót válogatott labdarúgókapus
- március 10. – Kim Rasmussen dán kézilabdaedző, a magyar női kézilabda-válogatott szövetségi kapitánya
- március 11. – Jeffrey Hymanson, amerikai válogatott jégkorongozó, olimpikon
- március 14. – David Taylor, skót sporttisztviselő, az Európai Labdarúgó-szövetség (UEFA) főtitkára († 2014)
- március 26. – Fazekas Lajos, magyar öttusázó, öttusaedző
- március 29. – Gérard Soler, francia válogatott labdarúgó, csatár, edző
- április 4. – René Girard, francia válogatott labdarúgó, középpályás, edző
- április 5. – Mohamed Ben Músza, tunéziai válogatott labdarúgó
- április 17. – Riccardo Patrese, olasz autóversenyző, Formula–1-es pilóta
- április 27. – Sixto Soria, olimpiai ezüstérmes és amatőr világbajnok kubai ökölvívó
- május 6. – Tom Abernethy, amerikai kosárlabdázó
- május 8. – Ron Ashton, kanadai jégkorongozó
- május 23. – Mick Vinter, angol labdarúgó († 2020)
- május 31.
  - Thomász Mávrosz, görög válogatott labdarúgó
  - Arne Larsen Økland, norvég válogatott labdarúgó
- június 2. – Zdeněk Šreiner, olimpiai bajnok csehszlovák válogatott cseh labdarúgó, középpályás († 2017)
- június 11. – Dave Staffen, kanadai jégkorongozó
- június 30. – Alex Dupont, francia labdarúgó és edző († 2020)
- július 1. – Horkai György, olimpiai és Európa-bajnok magyar vízilabdázó
- július 7. – Jim Foubister, kanadai jégkorongozó és csapat igazgató
- július 9. – Torbjörn Nilsson, svéd labdarúgócsatár, edző
- július 15. – Mario Kempes, világbajnok argentin válogatott labdarúgó
- július 26. – Vitas Gerulaitis, amerikai teniszező († 1994)
- július 28. – Alekszandr Szkvorcov, olimpiai és világbajnok szovjet válogatott orosz jégkorongozó († 2020)
- augusztus 7. – Valerij Georgijevics Gazzajev, szovjet válogatott orosz labdarúgó, edző
- augusztus 11. – Alekszandr Alekszejevics Minajev, olimpiai bronzérmes szovjet válogatott orosz labdarúgó, középpályás, edző († 2018)
- augusztus 23. – Jack Carlson, amerikai jégkorongozó
- augusztus 29. – Kim MacDougall, kanadai jégkorongozó
- augusztus 31. – Brian Andersen, kanadai jégkorongozó
- szeptember 1. – Ben Williams, amerikai amerikaifutball-játékos († 2020)
- szeptember 4. – Dave Inkpen, kanadai jégkorongozó
- szeptember 5. – Danny Masterton, skót labdarúgó († 2020)
- szeptember 15. – Verner Lička, olimpiai bajnok csehszlovák válogatott cseh labdarúgó, edző
- szeptember 18.
  - Jim Chicoyne, kanadai jégkorongozó
  - John Sheridan, amerikai jégkorongozó, edző
- október 24. – Duane Bray, kanadai jégkorongozó
- október 1. – Pétrosz Ravúszisz, görög válogatott labdarúgó
- október 14. – Gerhard Breitenberger, osztrák válogatott labdarúgó
- október 16. – Brian Holderness, kanadai jégkorongozó kapus
- október 27. – Rich Nantais, kanadai jégkorongozó
- október 29. – Herman Frazier, olimpiai bajnok amerikai atléta, futó
- október 30. – Ramón Maradiaga, CONCACAF-aranykupa-győztes hondurasi válogatott labdarúgó, edző
- november 3. – Carlos Girón, olimpiai ezüstérmes, pánamerikai játékok bajnok mexikói műugró, International Swimming Hall of Fame-tag († 2020)
- november 7. – Vladimír Ptáček, csehszlovák válogatott cseh kosárlabdázó, olimpikon († 2019)
- november 14. – Bernard Hinault, francia kerékpáros
- november 17. – Jorge Hernández Padrón, olimpiai- és világbajnok, pánamerikai játékok bajnok kubai ökölvívó († 2019)
- december 13. – José Van Tuyne, argentin válogatott labdarúgó
- december 18. – Milovan Stepandić, jugoszláv-szerb kosárlabda edző († 2020)
- december 21. – Chris Evert, Grand Slam győztes amerikai teniszező
- december 23. – Oszmán Seháíbí, tunéziai válogatott labdarúgó

## Halálozások
- január 6. – Rabbit Maranville, World Series bajnok amerikai baseballjátékos, National Baseball Hall of Fame and Museum tag  (* 1891)
- február 9. – Rodolphe Cuendet, svájci olimpikon, jégkorongozó (* 1887)
- február 11. – Arthur Duray, amerikai születésű, belga szülőktől származó francia autóversenyző (* 1882)
- február 19. – Erik Norberg, olimpiai bajnok svéd tornász (* 1883)
- február 22. – Chief Wilson, World Series bajnok amerikai baseballjátékos (* 1883)
- március 14. – Bíró István, csehszlovák válogatott labdarúgó (* 1913)
- március 19. – Ed Graff, olimpiai bajnok amerikai rögbijátékos és edző (* 1897)
- március 30. – Fuchs Jenő, négyszeres olimpiai bajnok vívó (* 1882)
- április 7. – Zachár Imre, olimpiai ezüstérmes úszó, vízilabdázó (* 1890)
- április 13. – Samuel Jones, olimpiai bajnok amerikai magasugró, kötélhúzó (* 1880)
- április 28. – Knud Knudsen, olimpiai bajnok norvég tornász (* 1879)
- május 22. – Chief Bender, World Series-bajnok amerikai baseballjátékos, National Baseball Hall of Fame and Museum tag (* 1884)
- június 1. – Jimmy Settle, angol válogatott labdarúgó (* 1875)
- június 7. – Sigurd Smebye, olimpiai bronzérmes norvég tornász (* 1886)
- június 22. – Leo Chappell, amerikai amerikaifutball-játékos (* 1896)
- június 26. – Charlie Pick, amerikai baseballjátékos (* 1888)
- július 16. – Harry Broos, olimpiai bronzérmes holland atléta (* 1898)
- július 24. – Harald Klem, olimpiai ezüstérmes dán tornász, úszó (* 1884)
- július 26. – Wilhelm Steffensen, olimpiai ezüstérmes norvég tornász (* 1889)
- július 28. – Jim Bagby, World Series bajnok amerikai baseballjátékos (* 1889)
- július 31. – Onofre Marimón, argentin autóversenyző, Formula–1-es pilóta volt (* 1923)
- augusztus 10. – Frederick Humphreys, kétszeres olimpiai bajnok és olimpiai ezüstérmes brit kötélhúzó (* 1878)
- szeptember 21. – Herbie Moran, World Series-bajnok amerikai baseballjátékos (* 1884)
- szeptember 24. – Robert Madsen, olimpiai ezüstérmes dán tornász, úszó (* 1882)
- szeptember 27. – Roberto Ferrari, olimpiai bajnok olasz tornász (* 1954)
- november 24. – André Charlet, Európa-bajnok francia jégkorongozó, olimpikon (* 1898)
- november 27. – Nick Maddox, World Series bajnok amerikai baseballjátékos (* 1886)
- december 1. – Welles Hoyt, olimpiai bajnok amerikai atléta (* 1875)
- december 4. – Tony Madigan, amerikai baseballjátékos (* 1868)